# Noreen

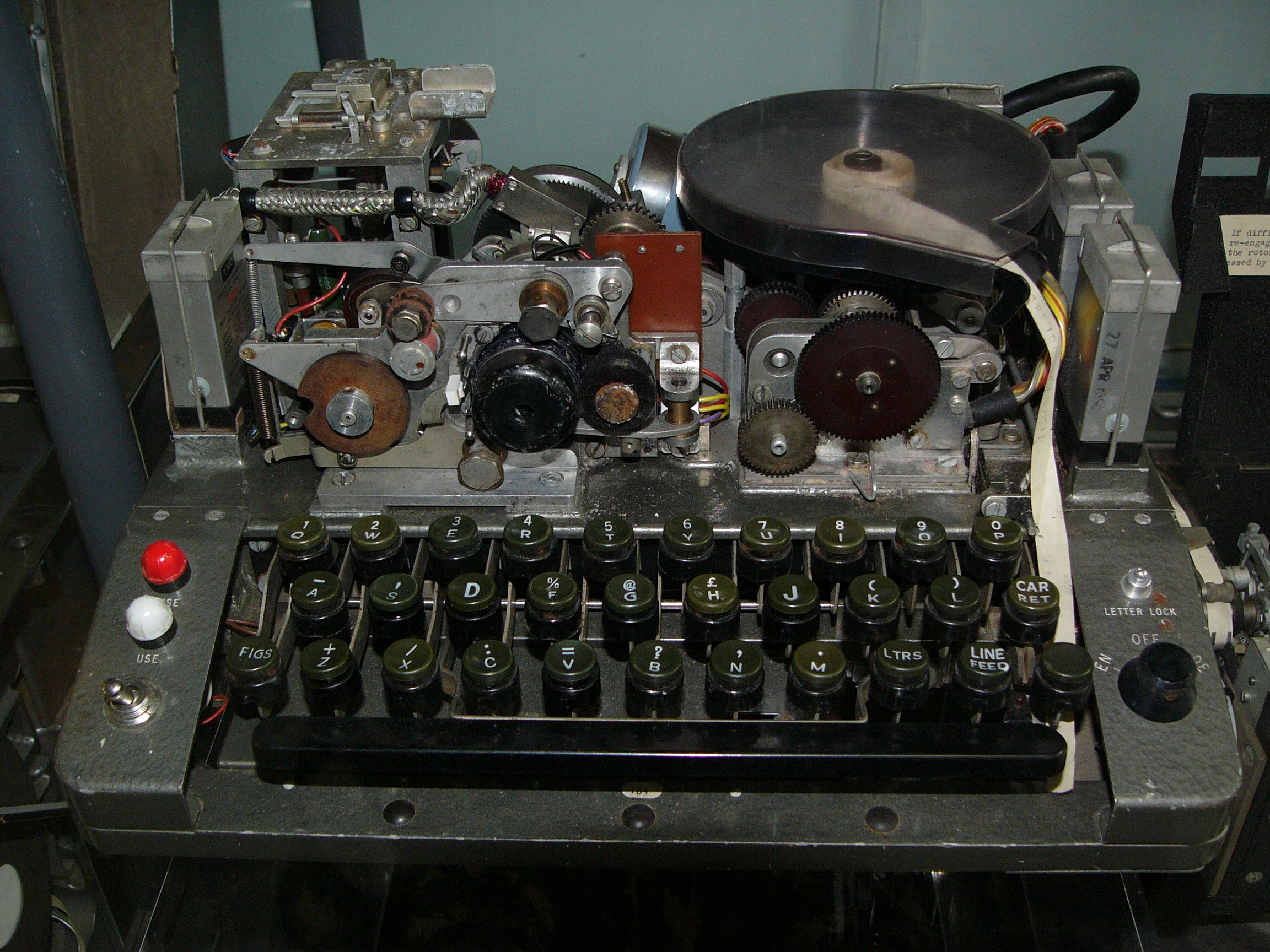
Exemplaire conservé à Bletchley Park.

Le Noreen, aussi appelé BID/590 est une machine de chiffrement reposant sur le chiffre de Vernam. Il a été développé par le Royaume-Uni et introduit au début des années 1960 avec notamment un usage en Australie, au Canada, et en Nouvelle-Zélande.